# توت عنخ آم
توت عنخ آم هي لعبة فيديو أركيد صدرت عام 1982 طورتها وأصدرتها شركة كونامي  وأصدرتها شركة ستيرن في أمريكا الشمالية. سميت على اسم الفرعون المصري توت عنخ آمون، تجمع اللعبة بين متاهة إطلاق النار وعناصر حل الألغاز الخفيفة. ظهرت لأول مرة في عروض ATE وIMA الترفيهية الأوروبية في يناير 1982  قبل إصدارها عالميًا في صيف عام 1982. حققت اللعبة نجاحًا نقديًا وتجاريًا وتم نقلها إلى الأنظمة المنزلية بواسطة شركة باركر براذرز.
مسلحًا بسلاح ليزر يطلق النار أفقيًا فقط، ينهب اللاعب مقبرة توت عنخ آمون المصرية التي تشبه المتاهة أثناء العثور على مفاتيح الغرف المغلقة ومحاربة المخلوقات. توت عنخ آمون هي واحدة من ست ألعاب في صورة جماعية نُشرت في عدد يناير 1983 من مجلة لايف جنبًا إلى جنب مع حامل الرقم القياسي لكل منها. بطل توت عنخ آمون في الصورة هو مارك روبيشيك من ماونتن فيو، كاليفورنيا.

## طريقة اللعب
يتولى اللاعب دور مستكشف يسرق قبر الفرعون المصري توت عنخ آمون،  ويطارده الأفاعي والنسور والببغاوات والخفافيش والتنين واللعنات، وكلها تقتل المستكشف عند ملامسته. يستخدم المستكشف سلاح ليزر يطلق النار يمينًا ويسارًا فقط - لا يوجد هجوم عمودي - بالإضافة إلى "قنبلة فلاش" واحدة لمسح الشاشة لكل مستوى أو حياة. تنقل مناطق الالتواء اللاعب إلى موقع آخر في المستوى، ولا يمكن للأعداء استخدامه.
للتقدم، يجمع اللاعب المفاتيح لفتح الأبواب المغلقة في كل مستوى بالإضافة إلى الكنوز الاختيارية للحصول على نقاط إضافية. لا يمكن للاعب حمل سوى مفتاح واحد في كل مرة، لذا تتطلب اللعبة الرجوع عبر منطقة ما للحصول على مفتاح ثانٍ. عندما يصل المؤقت إلى الصفر، لم يعد بإمكان المستكشف إطلاق النار. يؤدي المرور عبر باب الخروج الكبير إلى إنهاء المستوى، ويتم تحويل أي وقت متبقي إلى نقاط إضافية.
يموت البطل عند ملامسته لأي عدو. يتم منح حياة إضافية واحدة عند 30000 نقطة.

## نقل
تم نقل توت عنخ آم إلى الأنظمة المنزلية بواسطة شركة باركر براذرز، التي قامت بالإعلان عن اللعبة على نطاق واسع في أمريكا الشمالية،  حيث تم إصدارها في يونيو 1983. تم نقلها إلى أتاري 2600 وكوليكو فيجن وإنتيليفيجن و ڤي آي سي-20 وبي في-1000 وإن إي سي بي سي-6001. كانت الإصدارات الخاصة بـ ماغنافوكس أوديسي 2 و  وتي آي-99 /4أيه وأجهزة كمبيوتر أتاري 8 بت قيد التطوير بواسطة شركة باركر براذرز في عام 1983، ولكن لم يتم نشرها.
تم إصدار نسختين من لعبة توت عنخ آم على سطح الطاولة: لعبة شاشة عرض البلورة السائلة في اليابان وأوروبا من بانداي تشبه صندوق ألعاب الصالات،  ولعبة ڤي إف دي من بانداي في اليابان وكونامي في أمريكا الشمالية.
في مايو 2024، أصدرت هماستر لعبة توت عنخ آم كجزء من سلسلة أرشيف أركيد لجهاز نينتندو سويتش.

## استقبال
حققت لعبة الأركيد نجاحًا تجاريًا في عام 1982. وكانت شائعة في أمريكا الشمالية، حيث تصدرت قوائم أركيد بلاي ميتر في أكتوبر 1982  وظلت ضمن العشرة الأوائل حتى يناير 1983، عندما احتلت المرتبة الثامنة.  كما حققت عملية التحويل المنزلي التي قامت بها شركة باركر براذرز نجاحًا أيضًا في أمريكا الشمالية. احتلت نسخة كوليكو فيجن المرتبة السابعة على مخطط مبيعات ألعاب الفيديو في المملكة المتحدة في أواخر عام 1983.
تلقت اللعبة مراجعات إيجابية من النقاد. استعرضت مجلة كمبيوتر آند فيديو جيمز لعبة الأركيد في مارس 1982، بعد ظهورها لأول مرة في عروض التسلية الأوروبية، ومنحتها تغطية إيجابية بشكل عام.  كما أعطتها مجلة جوي ستيك مراجعة إيجابية، ووصفتها بأنها "جميلة" في عام 1982. أشادت مجلة كمبيوتر آند فيديو جيمز لاحقًا بلعبة الأركيد في نوفمبر 1983، ووصفتها بأنها أول لعبة تجمع بشكل فعال بين عناصر لعبة المغامرات وطريقة لعب إطلاق النار "المجنونة". لقد أعطوا منفذ ڤي آي سي-20 مراجعة إيجابية، ووصفوه بأنه "قطعة رائعة من البرامج" وسط "وفرة من العناوين المتواضعة والرديئة الجودة التي يتم الترويج لها لهذا الجهاز"، لكنهم انتقدوا السعر المرتفع لخرطوشة ڤي آي سي-20 في المملكة المتحدة والذي بلغ 29.95 جنيهًا إسترلينيًا (ما يعادل 128 جنيهًا إسترلينيًا في عام 2023). قاموا بتقييم إصدار ڤي آي سي-20 (من 10) بـ 9 من حيث البدء، و9 من حيث الرسومات، و5 من حيث القيمة، و9 من حيث إمكانية اللعب، بإجمالي درجة 32 من 40.
قام بيل كونكل وأرني كاتز بمراجعة نسخة أتاري 2600 في مجلة فيديو عام 1983، ووصفوها بأنها "ترجمة رائعة" لـ "الغرابة التي تعتمد على العملات المعدنية - لعبة مغامرات" لجهاز 2600. وقالوا إن "اللعب مثير للاهتمام" ويدعو إلى "إعادة تشغيل متكررة" بينما أشادوا بـ "المزيج الرائع من حل الألغاز وتحدي اليد والعين" بالإضافة إلى "الألوان الوفيرة" و "علامة النتيجة على الطراز العربي". وخلصوا إلى أن " توت عنخ آم هو ملك ألعاب الفيديو". وصفت فيديو جيمز أب ديت نسخة كوليكو فيجن من توت عنخ آم بأنها من بين أفضل نسخ ألعاب الأركيد للنظام، مع تسليط الضوء بشكل خاص على التفاصيل الرسومية في المقابر والشخصيات.
قامت مجلة ريترو غيمر بمراجعة منفذ كوليكو فيجن في عام 2014. وقد أعطوها مراجعة إيجابية، ووصفوها بأنها "مغامرة آركيد" "تظل جوهرة مخفية في تاريخ كونامي الشهير".

## إرث
تم تضمين توت عنخ آم في سلسلة كونامي كلاسيك: أركيد الناجحة لجهاز نينتندو دي أس.
وفقًا لموقع هاردكور جيمنج 101، تعتبر لعبة وادي الملك (1985) من إنتاج شركة كونامي خليفة روحيًا لتوت عنخ آم في اليابان. وتحافظ اللعبة على موضوع البحث عن الكنوز في المقابر المصرية، كما تحتوي على موسيقى نهاية المستوى المتطابقة. 

### استنساخ
- بيراميد
- أبراكادابرا!
- كيه كويست
- كوثبرت إنتر ذا تومبز
- ذا توشستون
- توت تومب
- كينج توت تومب
- لورد أوف ذا أورب
- كواك شوت!
- دنجون لوردز

### تأثير
كانت لعبة تايم بانديت (1983)، المعروفة بإصدارها من أتاري إس تي لعام 1985، مستوحاة بشكل كبير من لعبة توت عنخ آم وكان عنوانها المؤقت هو فرعون. كما أن كلتا اللعبتين تتشابهان مع لعبة جانتلت التي حققت نجاحًا كبيرًا في عام 1985 من أتاري جيمز. ووفقًا لمصمم لعبة تايم بانديت، هاري لافنير، فإن لعبته وجانتلت لهما جذور في ألعاب "إطلاق النار في المتاهة" السابقة مثل توت عنخ آم.  كما ذكر جاك باليفيتش، مصمم الإلهام الرئيسي للعبة جانتلت، داندي ( 1983 )، أنه تأثر بألعاب استكشاف المتاهة "نصف المنسية" التي ساهمت في فكرة استخدام المفاتيح لفتح الأبواب.